# Набережная

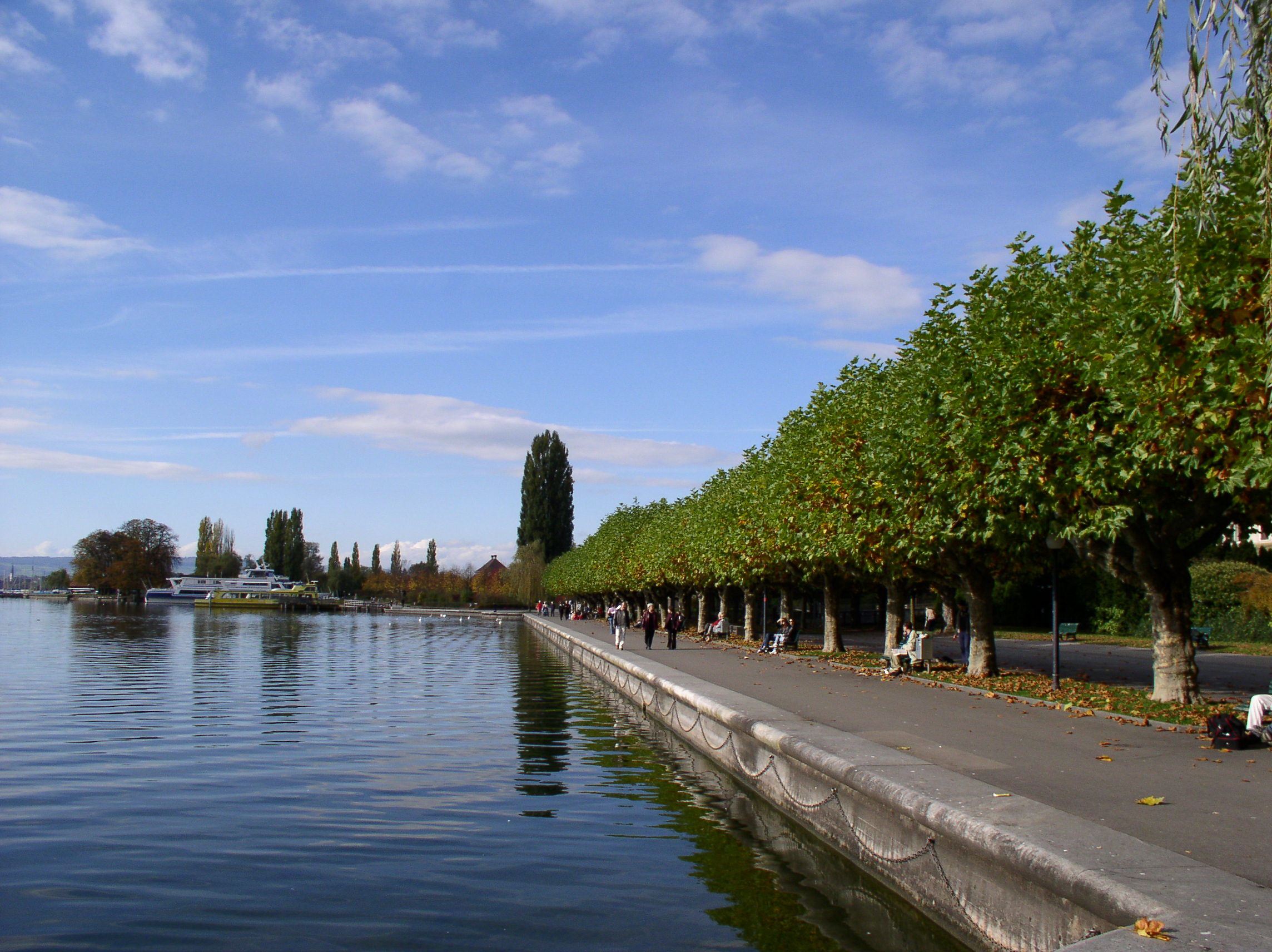
Набережная Цугского озера в Цуге (Швейцария)

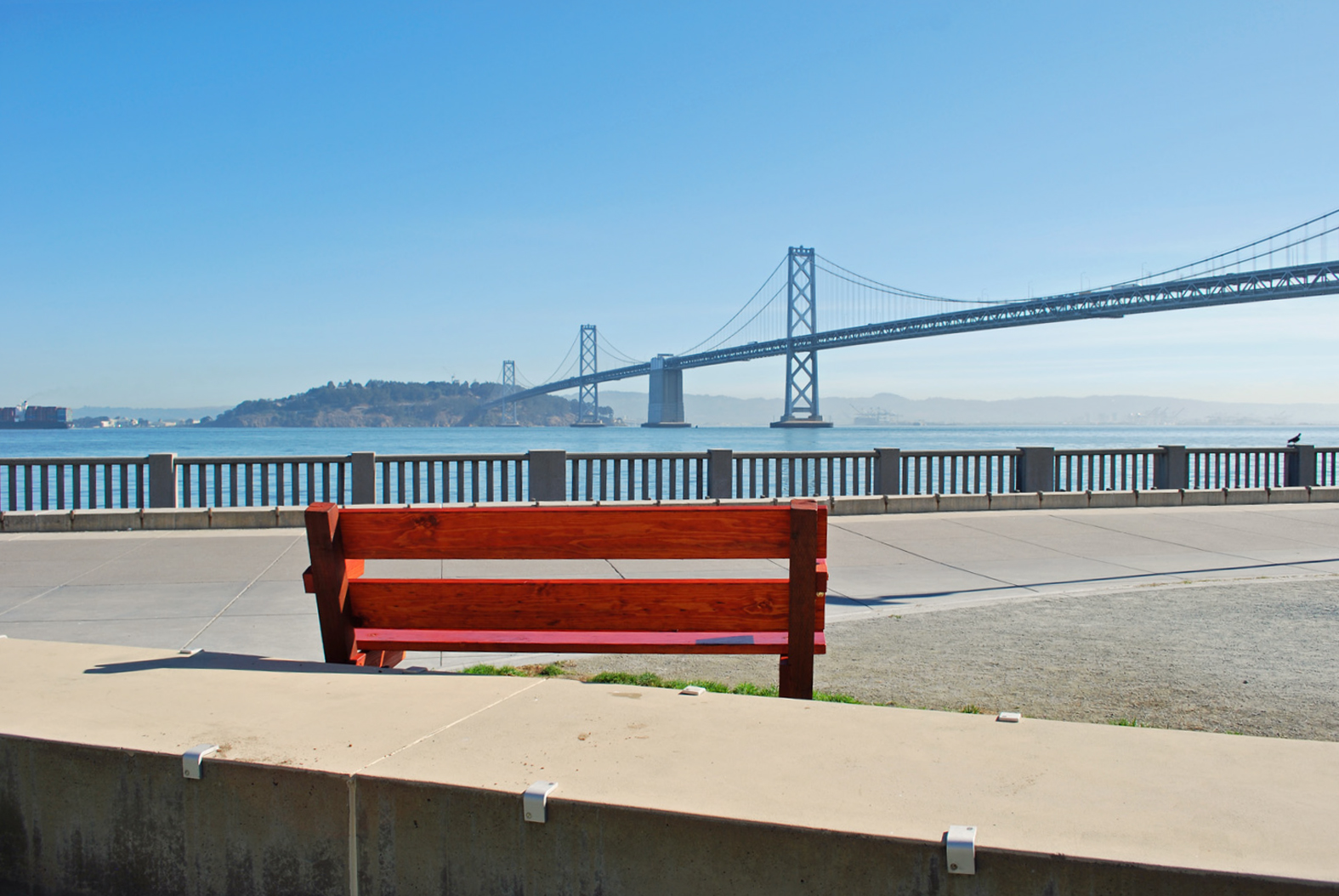
Набережная Тихого океана в Сан-Франциско (США)

Набережная — сооружение, окаймляющее береговую линию океана, моря, озера или реки. Набережная служит для придания берегу правильной формы, укрепления его, предохранения от размыва, для удобного прохода и проезда вдоль берега (городские набережные), для причала судов непосредственно к территории, облегчения передачи грузов, а также перехода пассажиров с берега на судно и обратно (портовые набережные). Набережные в городах — проезды (улицы), расположенные вдоль берегов и ограниченные с одной стороны городской застройкой или парком. Набережные как сооружения выполняются обычно в виде подпорных стенок, реже в виде сквозной конструкции эстакадного типа.

## Урбанистика
При наличии набережной в городе она может быть самой важной частью городского ландшафта. Береговая зона имеет высокий рекреационный потенциал с замечательными условиями для прогулок, выхода на водную гладь, занятий спортом и отдыха, больший обзор чем обзор с площади. Компетентное проектирование набережной улучшает качество жизни горожан, делает экономику города привлекательной. Набережная имеет ландшафтную и экологичную составляющую. При компетентном благоустройстве набережная становится частью общественной жизни города. При благоустройстве набережной должна быть учтена необходимость соблюдения природной и экологической обстановки в районе набережной.
Исследователи выделяют два основных метода обустройства набережных: «природно-ландшафтный» при котором делается упор на естественную природный ландшафт и «урбанистический», при которой делается упор на искусственные сооружения. Реконструкция набережных является темой многочисленных научных работ в архитектуре.
При обустройстве набережных могут применяются зеленые насаждения, искусственные пруды, катки в зимнее время, детские площадки, смотровые площадки, парки, культурно-бытовые заведения и места общепита. По мнению некоторых исследователей прибрежные зоны, парки должны быть объединены коммуникациями, у посетителей должен быть выбор в услугах инфраструктуры, должна присутствовать городская событийность, то есть миф или история связанная с городом.
Набережная может играть следующие роли:
1. общественную и развлекательную
2. спортивную
3. созерцательную
4. романтическую
5. культурно-просветительную
6. детскую[4]

Набережная может являться лицом города даже если она пешеходная, как в случае Гранд-канала в Венеции. Набережная в совокупности с прилегающей «стеной» из ансамбля малоэтажных зданий и насаждений может являться памятником градостроительства. Максимальная высота карнизов зданий на Неве или Сене в новое время была установлена на отметке 19,5 метров. На главной набережной Санкт-Петербурга и Парижа были построены дворцы, а кроме дворцов «стену» на набережных продолжали сады, например Летний сад или сад Тюильри.
Модернистский подход к облику набережных применил в 1925 году Ле Корбюзье представивший «План Вуазен», в котором предлагалось правый берег Парижа застроить 200-метровыми небоскребами. В 1962 году, в то время как модернисткие идеи Ле Корбюзье начинают воплощаться в других крупных городах мира, сам Корбюзье пишет мэру Венеции письмо с антимодернисткими взглядами о необходимости сохранения первозданной архитектуры города: «Венеция, где нет колесного транспорта, где нервы отдыхают и где каждый уголок, отраженный в движущихся водах, производит чарующее впечатление. Все людские сердца открываются в Венеции! <…> Вы не имеете права менять облик этого города. Вы не имеете права допускать в Венеции архитектурный и урбанистический беспорядок американского типа. <…> Заклинаю Вас, не губите Венецию».

## Архитектурные сооружения на набережных

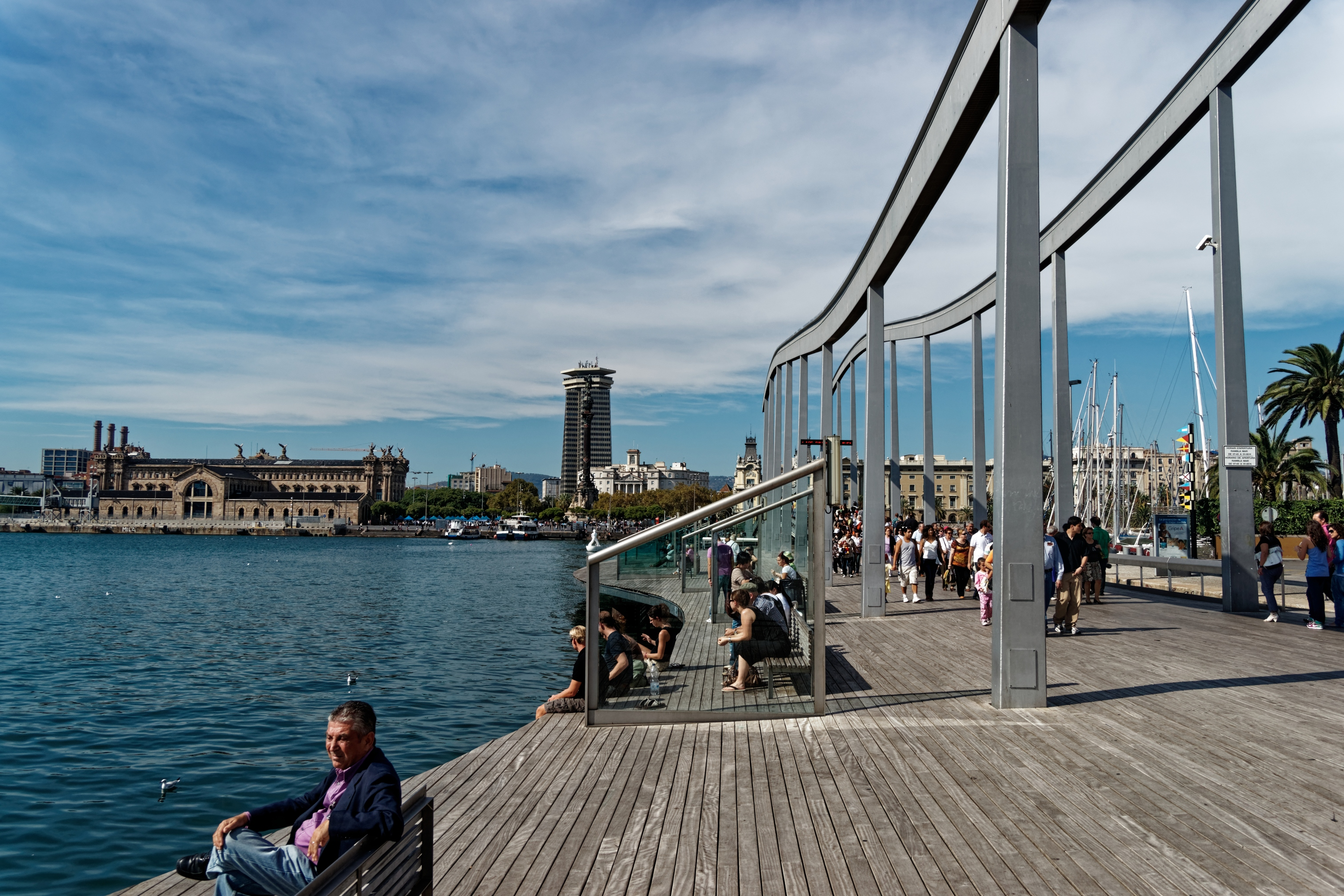
Мост Рамбла де Мар, Барселона

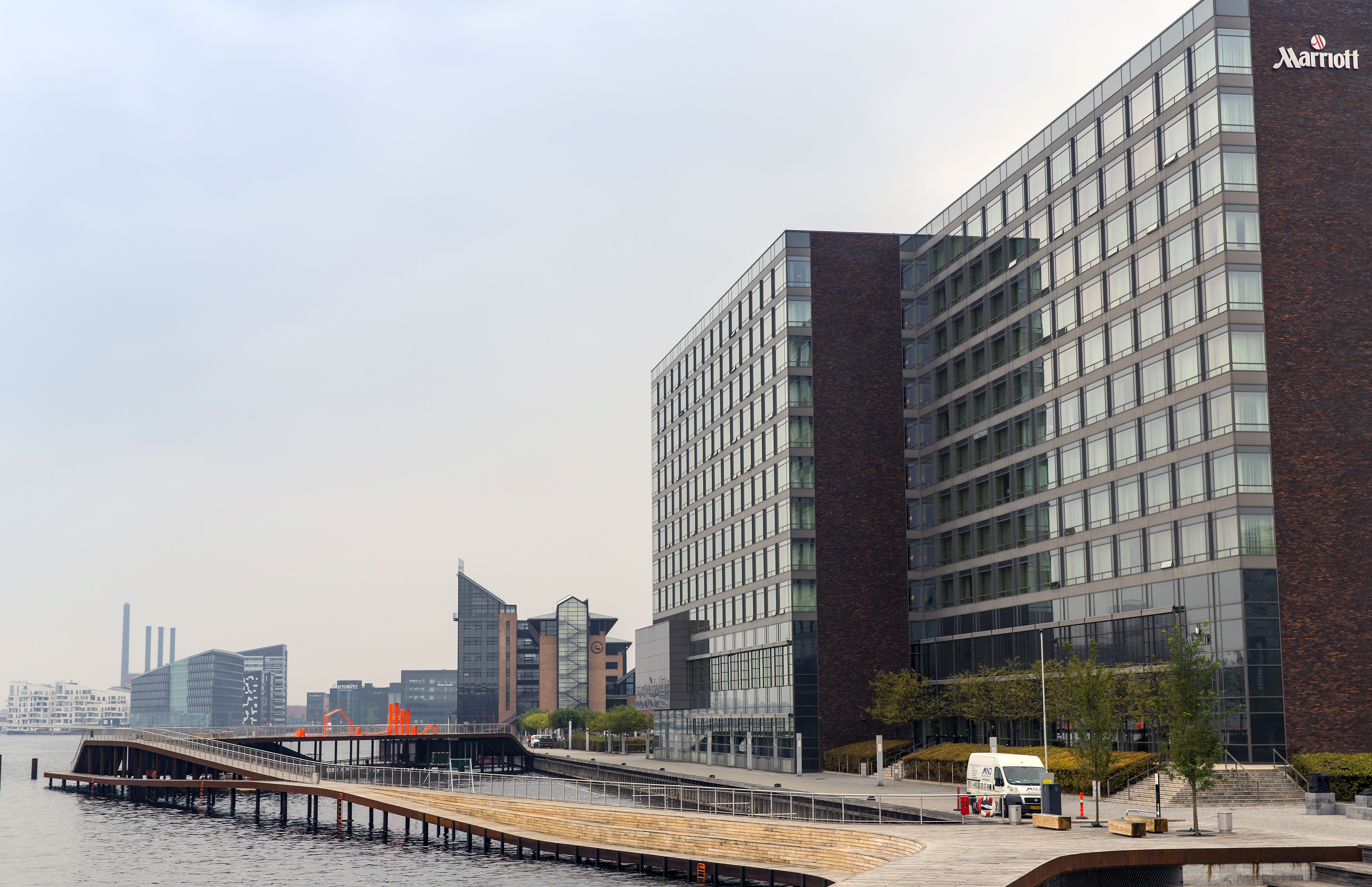
Набережная Кальвебод Брюгге, Копенгаген

В Париже на берегу Сены созданы пять плавучих островов соединенных мостиками. Каждый остров заселен определенными растениями и имеет уникальное название и свои особенности. В Копенгагене созданы плавающие платформы.
При рассмотрении искусственных набережных можно выделить несколько архитектурных моделей:
1. интимная: небольшие зоны отдыха, островки, понтонные мосты и т. д. Пример: береговое кафе, Финляндия
2. праздничная: фестивальные площадки, дебаркадеры, аттракционы, плавучие рестораны и т. д. Пример: мост Рамбла де Мар в Барселоне
3. общественно-деловые зоны: галереи, музеи, выставки и т. д. Пример: Набережная Кальвебод Брюгге, Копенгаген[8]

## Набережные в городах России

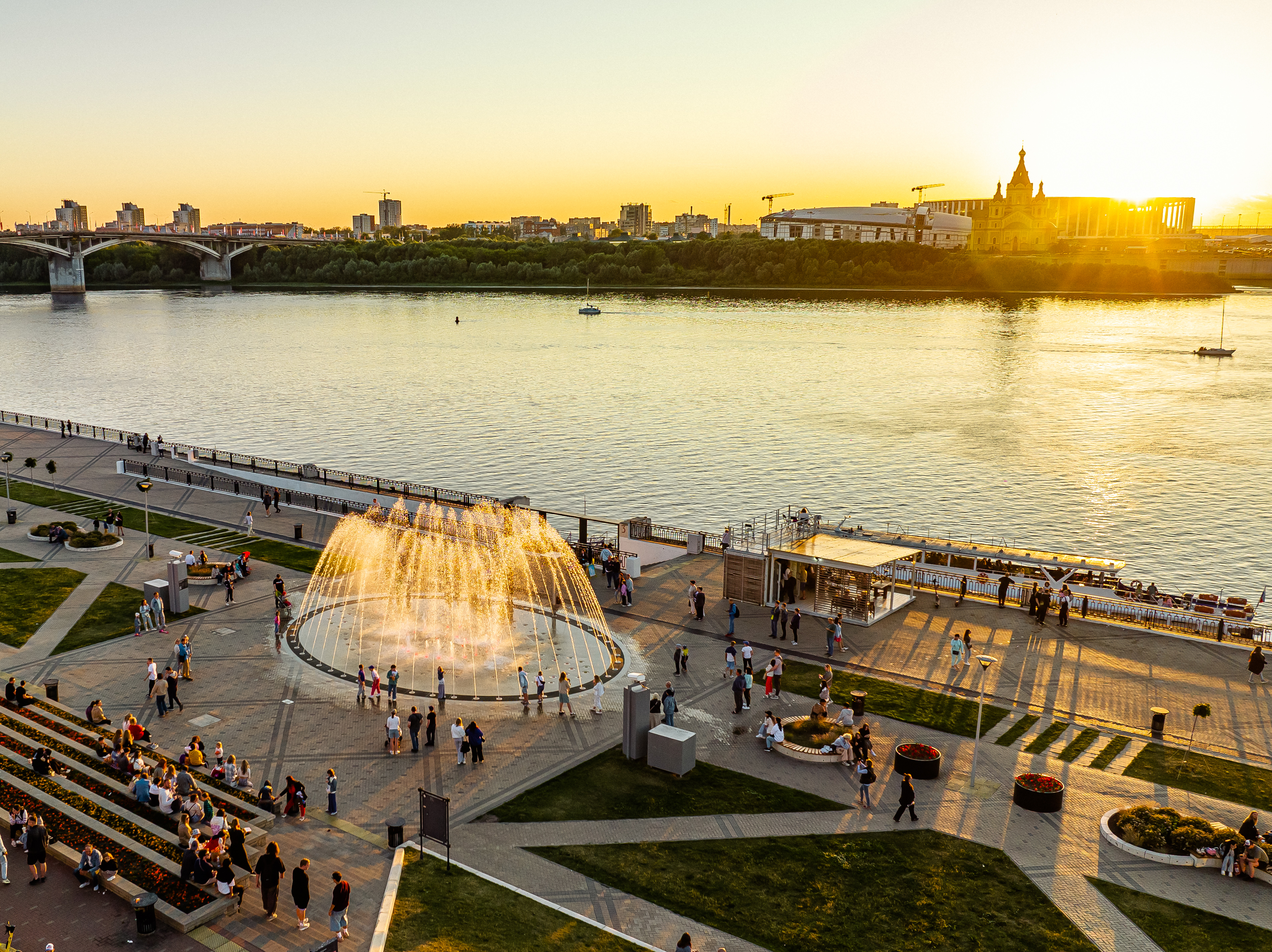
Нижне-Волжская набережная, Нижний Новгород

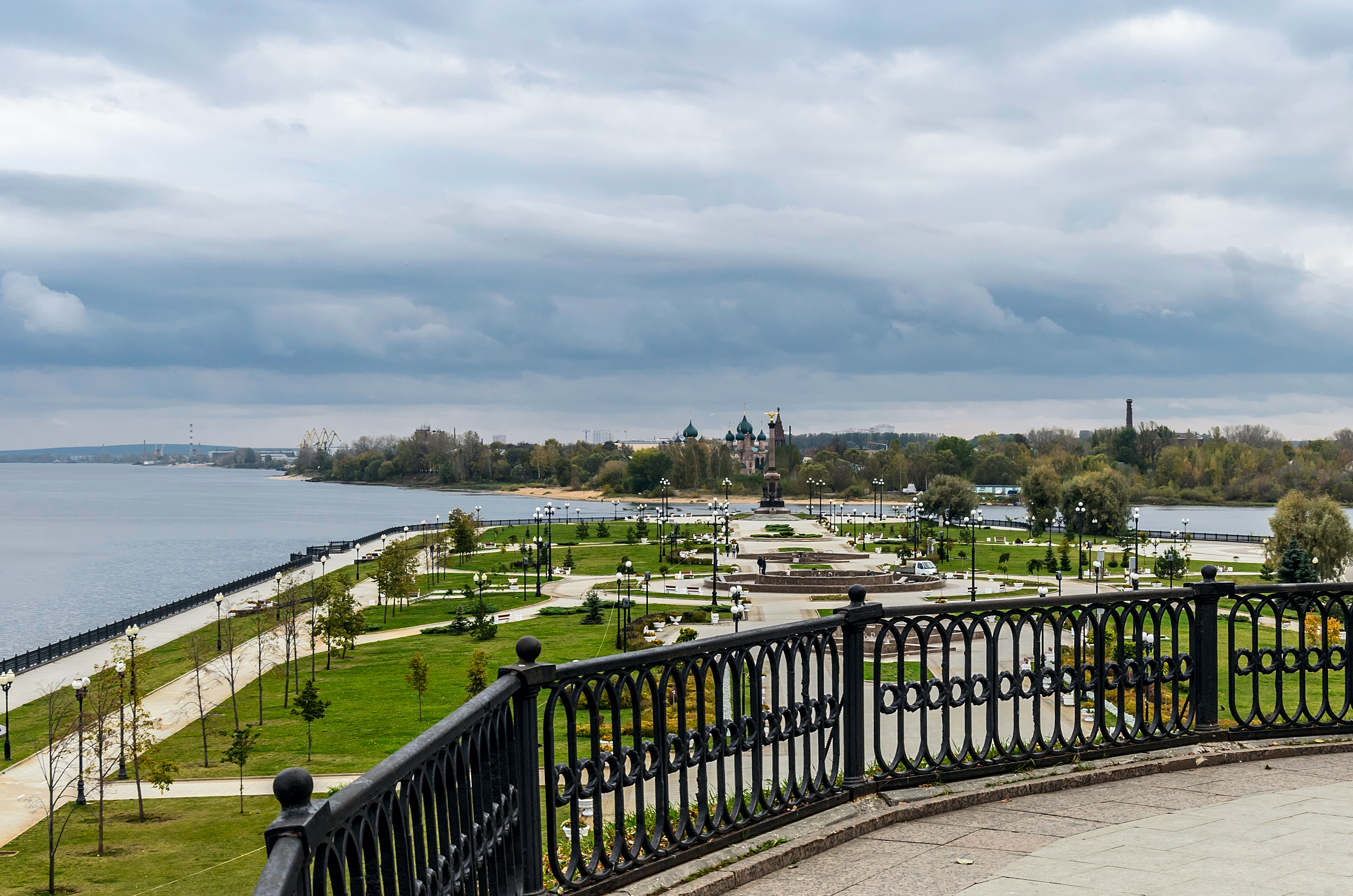
Набережная парка Стрелка, Ярославль

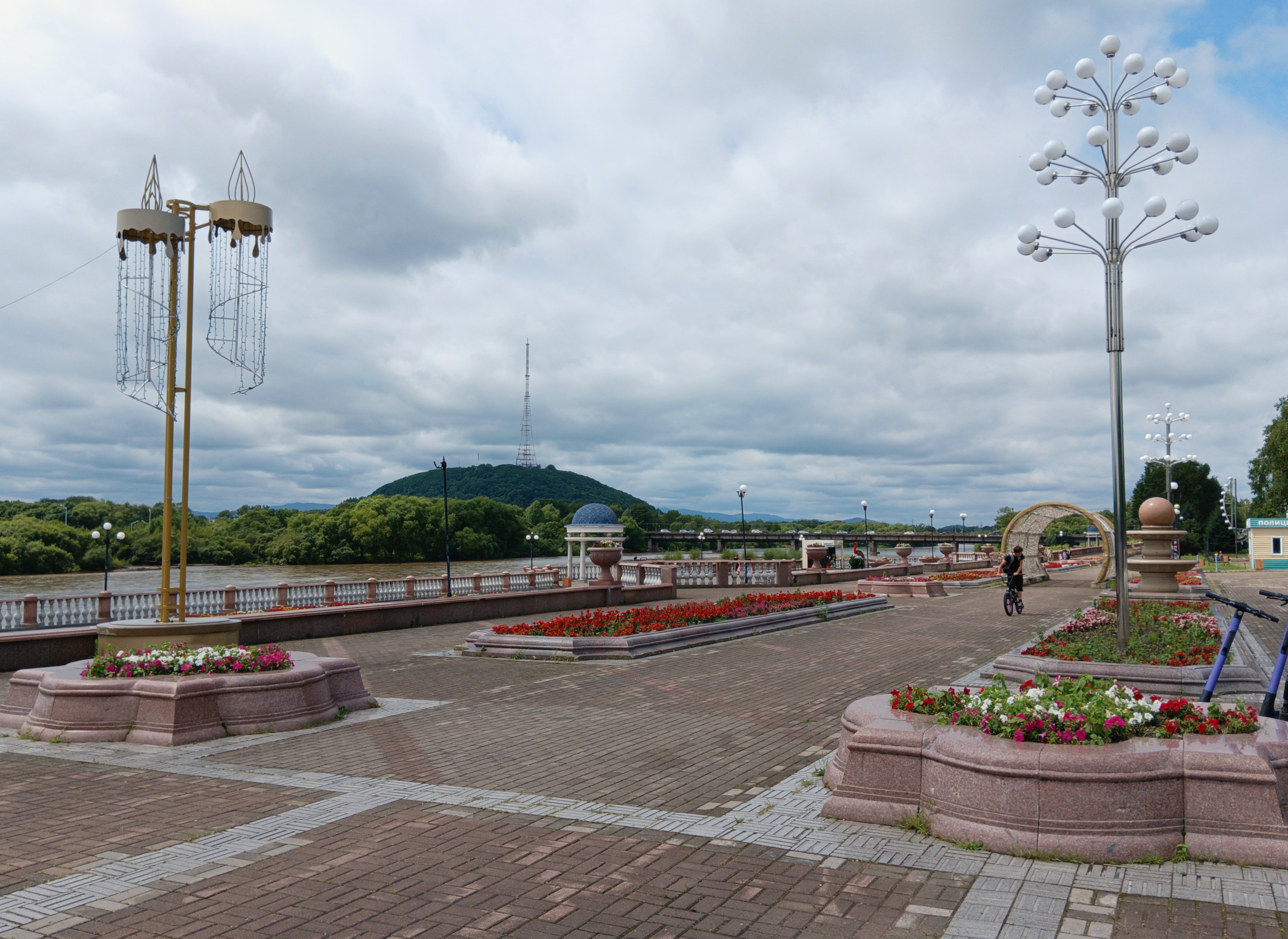
Набережная реки Бира, Биробиджан

При проектировании новых городов в СССР вопросу использования набережных в общественной жизни города не уделялось должное внимание. Так, в Волгограде в советское время строили промышленные предприятия и ж/д пути ближе к реке, чем жилые здания, в итоге часть жилых массивов оказалась отрезанной от реки. В городе Набережные Челны, пережившем бурный рост в 70-х годах, набережная в центральном районе города рассматривалась только как грузовой порт.
Во многих городах, например Якутск или Санкт-Петербург, существующие набережные не отвечают современным требованиям общественного пространства.
Проект реконструкции набережной реки Казанка в Казани, за счёт сохранения зелёных зон и вовлечения населения в спорт, предполагает снижение смертности в городе на 13,4%  за счёт снижения 70% смертельных случаев от сердечно-сосудистых и онкологических заболеваний на 20%; экономический эффект для города — 1,5 млрд рублей в год на больничные, медобслуживание и лекарственные препараты. Руководство республики и города поддержало отказ от многоэтажного строительства в прибрежной территории.
В XXI веке реализованы и реализуются проекты набережных в населённых пунктах России.
В Москве проводятся работы по реконструкции набережных, прудов и прочих объектов, после неэкологической эксплуатации в бывших промышленных зонах[значимость факта?].

### Искусственное озеро и набережная «Казан Су»
Расположенная рядом с городом Арск река Казанка является особо охраняемой природной территорией, что ограничивает её использование как места для отдыха. Жители города Арск испытывали потребность как в общественном месте, так и в городском водоёме для купания. В 2016-2018 годах в парке было облагорожено место пустыря, было создано искусственное озеро и набережная к нему. Таким образом в центре города была сформирована общегородская зона отдыха с искусственным водоёмом для всех групп населения. Ранее парк который использовался только в летнее время стал популярен и в зимнее время благодаря организации катка на искусственном озере. На территории парка, озера и набережной были обустроены: смотровая площадка, малый амфитеатр, деревянный настил и пирс, амфитеатр, скалодром, верёвочный парк, скейт-парк, пешеходный мост, двухуровневый игровой комплекс, туннель, спасательная вышка, входная аркада, пергола с раздевалками и качелями.

## Набережные в регионе Юго-Восточной Азии
При организации береговой линии реки Хуанпу в Шанхае (Китай) архитекторы решили следующие задачи: экологическая защита вод реки, противодействие наводнениям, самоочистка реки с помощи водно-болотного участка. Возле набережной реки Хаган города Сеул организованы большие парки и зеленые насаждения для отдыха горожан на траве, велодорожки, имеется искусственный пруд, зеленые насаждения, детская площадка, скульптуры, прокат велосипедов и пристань. Дренажный канал в парке Бишан в Сингапуре реконструировали в естественную реку протекающую через парк. У реки Калланг в Сингапуре организованы площадки для игр, рестораны, места обзора, и большое количество открытых зеленых насаждений. Рассмотренные примеры указывают на необходимость рассмотрения в набережных следующих вопросов, таких как экология, эстетика, отдых.

## Способы реконструкции набережных
В качестве способов реконструкции набережных могут выполняться:
- обустройство транспортной инфраструктуры, включая пешеходные и велодорожки;
- природные зоны, их реконструкция и дополнение;
- дополнительные искусственные насаждения;
- благоустройство, создания мест отдыха жителей;
- перемещение промышленных предприятий, автодорог.

## Ошибки в реконструкции набережных

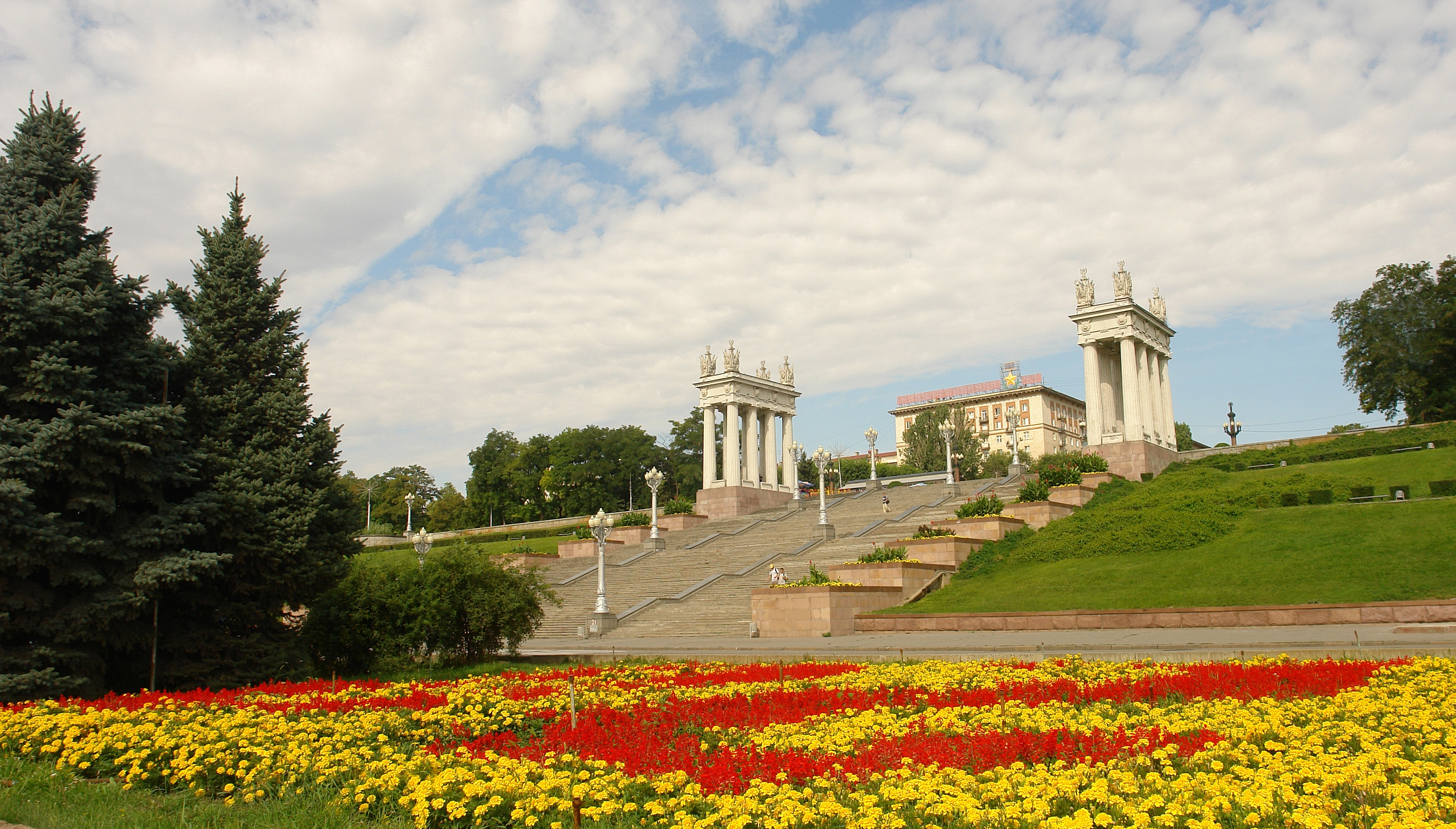
Бывшая набережная в Волгограде

В 2019 году в Волгограде чиновники приказали вырубить 30-летние ели ради автостоянки. Применение урбанистического стиля к набережной Волгограда «в бетоне» с учётом российского климата вызвало критику горожан, сама набережная отделена от жилых массивов автодорогой.